# Evropský hokejový pohár 1977/1978
13. ročník hokejového turnaje European Cupu.Vítězem turnaje se stala CSKA Moskva.

## 1. kolo
- HC Gap (Francie) - Kölner EC (NSR) 7:9, 3:14 (obě utkání v Gap)
- SC Dynamo Berlin (NDR) - Podhale Nowy Targ (Polsko) 7:3, 4:4
- CSA Steaua București (Rumunsko) - SC Bern (Švýcarsko) 3:2, 1:3
- Klagenfurter AC (Rakousko) - Ferencvárosi TC Budapest (Maďarsko) 5:2, 5:3 (obě utkání v Klagenfurtu)
- HC Bolzano (Itálie) - HK Jesenice (Jugoslávie) 6:2, 6:6
- IL Manglerud Star (Norsko) - Feenstra Flyers Heerenveen (Nizozemsko) 3:3, 6:7

## 2. kolo
- SC Bern - Kölner EC 7:3, 4:8 (SN 0:2)
- Klagenfurter AC - HC Bolzano 5:5, 2:3
- SC Dynamo Berlin - Brynäs IF (Švédsko) 7:7, 6:5
- Feenstra Flyers Heerenveen - Tappara Tampere (Finsko) Tappara Tampere odstoupila

## 3. kolo
- SC Dynamo Berlin - Kölner EC 5:1, 6:2
- HC Bolzano - Feenstra Flyers Heerenveen 4:2, 1:7

## Čtvrtfinále
- Poldi SONP Kladno - Heerenveen 9:3 (4:1,2:1,3:1) 25. ledna 1978
- Heerenveen - Poldi SONP Kladno 5:13 (2:3,1:7,2:3) 15. února
- SC Dynamo Berlin bez boje

## Semifinále
- Dynamo Berlin - Poldi SONP Kladno 5:5 (2:1,3:3,0:1) 31. srpna
- Poldi SONP Kladno - Dynamo Berlin 9:2 (1:1,2:1,6:0) 3. září

## Finále
- CSKA Moskva - Poldi SONP Kladno 3:1 (1:0,0:0,2:1) (29. srpna 1979 v Innsbrucku)

Pro nedostatek termínů bylo utkání finálového turnaje ročníku 1978/1979 po dohodě obou týmů i představitelů IIHF hodnoceno také jako
finále ročníku 1977/1978. CSKA Moskva se tak stal vítězem soutěže, aniž by v ní odehrál jediné utkání, což je ojedinělá kuriozita.